# Ó, mely sok hal terem
Az Ó, mely sok hal terem kezdetű magyar népdalt Kodály Zoltán gyűjtötte a Bars vármegyei Alsószecsén 1912-ben. 1922-ben Bakonybélben jegyezte fel a dal hasonló változatát. A két változatból alkotta meg a Háry János-belit, ami végül elterjedt.
Feldolgozások:
| Szerző            | Mire                       | Mű                                 | Előadás |
| ----------------- | -------------------------- | ---------------------------------- | ------- |
| Vásárhelyi Zoltán | két egynemű szólam         | Erdő-mező, 10. kotta, 4. dal       |         |
| Kodály Zoltán     | daljáték                   | Háry János, I. rész, Bordal        | [ 1 ]   |
| Dohnányi Ernő     | ének és zongora            | Songs: Ó, mely sok hal (Allegro)   | [ 2 ]   |
| Máriássy István   | zongora vagy ének és gitár | Elindultam szép hazámból, 4. kotta |         |

## Kotta és dallam
| Ó, mely sok hal terem az nagy Balaton-bahha-rahha-rahaha, Minden ágon egy mérő makk a Bakony-bahha-rahha-rahaha, Örül ott a halász, rikongat a kanász örömé-behhe-rehhe-rehehe.        | Szépen illik a sült kappan a cintál-bahha-rahha-rahaha. Jó bort mérnek Füreden és Kaposvár-bahha-rahha-rahaha, igyál jó pajtásom, tőled nem sajnálom, sokáig éhhé-réhhé-réhéhélj! |
| Addig kell a vasat verni, amíg tüzehhe-rehhe-rehehes, semmit sem ér olyan hordó, amely ürehhe-rehhe-rehehes. Köll hát bele tenni, ki köll aztán venni, Ha szüksé-gehhe-rehhe-rehhehes. | |

### Népdalgyűjtemények
- Ó, mely sok hal. Magyarnóta (Hozzáférés: 2016. május 3.) (kotta, szöveg, audió)
- Ó, mely sok hal. Magyar Természetbarát Szövetség (Hozzáférés: 2016. május 3.) (szöveg és kotta) arch
- Tiszán innen, Dunán túl: 150 magyar népdal. Borsy István–Rossa Ernő. Budapest: Editio Musica.  129. o.
- Béres József: Szép magyar ének. Negyedik kiadás. (hely nélkül): Akovita Könyvkiadó Kft. 2016.   I kötet., 157. o. ISBN 978 963 88686 9 5
- Sárosi Bálint: Nótáskönyv. Második, változatlan kiadás. Budapest: Nap Kiadó. 2012.  ISBN 978 963 9658 17 2 262. kotta
- Törzsök Béla: Zenehallgatás az óvodában: Dallamgyűjtemény óvodák számára. Budapest: Zeneműkiadó. 1980.  ISBN 963 330 402 4 82. kotta
- 101 magyar népdal. Közreműködött Karácsony Sándor és Mathia Károly, szerkesztette Bárdos Lajos, előszó: Kodály Zoltán. VII. kiadás. Budapest: Magyar Cserkészszövetség. 1945.  51. kotta
- A mi dalaink. Összeállította: Ugrin Gábor. Budapest: Tankönyvkiadó.  111. o.

### Tankönyvek
- Iskolai énekgyüjtemény II: 11–14 éves tanulóknak. Szerkesztette: Kodály Zoltán. Budapest: Országos Közoktatási Tanács. 1944.   32. o. 343. kotta

### Feldolgozások
- Vásárhelyi Zoltán: Erdő-mező: Népdalok, úttörő- és forradalmi dalok kétszólamú feldolgozásban. (hely nélkül): Zeneműkiadó Vállalat. 1963.  10. kotta, 4. dal
- Máriássy István: Elindultam szép hazámból: A legszebb magyar népdalok zongora- vagy gitárkísérettel. (hely nélkül): Rózsavölgyi és Társa. 2004.  4. kotta

### Zenetudomány
- Bereczky János – Domokos Mária – Olsvai Imre–Paksa Katalin–Szalay Olga: Kodály népdalfeldolgozásainak dallam- és szövegforrásai. Budapest: Zeneműkiadó. 1984.  ISBN 963 330 478 4 62–63. kotta
- Támlap a Kodály-rendben. MTA Zenetudományi Intézet (Hozzáférés: 2017. december 17.)
- Támlap a Kodály-rendben. MTA Zenetudományi Intézet (Hozzáférés: 2017. december 17.) (hasonló változat)

## Felvételek
- Óh mely sok hal terem az nagy Balatonban. Domahidy László  Nótakedvelők Klubja (Hozzáférés: 2016. május 3.) (audió)
- Ó, mely sok hal terem. YouTube (2015. július 28.)  (Hozzáférés: 2016. május 3.) (videó)